# Prefectura Halkidiki
Halkidiki (greacă Χαλκιδική, pronunțat hal-chi-di-'chi) este o prefectură greacă, în regiunea administrativă  Macedonia Centrală. Reședința sa este Polygyros. 

## Municipalități și comunități
| Municipalitate   | Cod YPES | Reședință (dacă e diferită) | Cod poștal | Cod zonal |
| ---------------- | -------- | --------------------------- | ---------- | --------- |
| Anthemountas     | 5201     | Galatista                   | 630 73     | 23710-32  |
| Arnaia           | 5202     |                             | 630 47     | 23720-2   |
| Kallikrateia     | 5204     | Nea Kallikrateia            | 630 80     | 23990-2   |
| Kassandria       | 5205     | Kassandreia                 | 630 77     | 23990-2   |
| Moudania         | 5206     | Nea Moudania                | 632 00     | 23730-2   |
| Ormylia          | 5207     |                             | 630 71     | 23710-41  |
| Palaiochori      | 5215     | 630 74                      | 23720 -41  |           |
| Pallini          | 5208     | Chaniotis                   | 630 85     | 23740-5   |
| Panagia          | 5209     | Megali Panagia              | 620 76     | 23730-3   |
| Polygyros        | 5210     |                             | 631 00     | 23710-2   |
| Sithonia         | 5211     | Nikiti                      | 630 88     | 23750-2   |
| Stagira-Akanthos | 5212     | Ierissos                    | 630 72     | 23770-2   |
| Toroni           | 5213     | Sykia                       | 630 72     | 23750-41  |
| Triglia          | 5214     | Nea Triglia                 | 630 79     | 23750-5   |
| Zervochoria      | 5203     | Palaiochora                 | 630 73     | 23710-6   |